# Mali Skočaj
Mali Skočaj je naseljeno mjesto u gradu Bihaću, Federacija Bosne i Hercegovine, BiH.
Nalazi se jugozapadno od Bihaća.

## Stanovništvo

### 1991.
Nacionalni sastav stanovništva 1991. godine, bio je sljedeći:
ukupno: 89
- Hrvati - 89

### 2013.
Nacionalni sastav stanovništva 2013. godine, bio je sljedeći:
ukupno: 22
- Hrvati  - 22

## Vanjske poveznice
- Satelitska snimka[neaktivna poveznica]